# شهرستان نلسون (ویرجینیا)
شهرستان نلسون، ویرجینیا (به انگلیسی: Nelson County, Virginia) یک سکونتگاه مسکونی در ایالات متحده آمریکا است که در ویرجینیا واقع شده‌است.

## خصوصیات
شهرستان نلسون ۱٬۲۲۷٫۶۶ کیلومترمربع مساحت دارد.